# Hornsund
Le Hornsund est un fjord norvégien situé au sud-ouest de l'île du Spitzberg dans l'archipel du Svalbard.
D'une longueur de 30 km, il communique avec la mer du Groenland sur une largeur de 12 km.
Depuis 1957, la Station Polaire Polonaise d'Hornsund est en activité. Elle dispose aussi d"un phare d'atterrissage.

## Source de la traduction
- (en) Cet article est partiellement ou en totalité issu de l’article de Wikipédia en anglais intitulé « Hornsund » (voir la liste des auteurs).